# Yadgir
Yadgir (kannada: ಯಾದಗಿರಿ) är en stad i den indiska delstaten Karnataka, och är huvudort för ett distrikt med samma namn. Folkmängden uppgick till 74 294 invånare vid folkräkningen 2011. Yadgir är belägen vid floden Bhima.